# Ézéchias
Ne doit pas être confondu avec Ézéchiel.
Ézéchias (hébreu : חזקיה - « Dieu fortifie » ou « Dieu a renforcé ») est un roi de Juda qui a régné à la fin du VIIIe siècle av. J.-C. Selon la Bible, il a régné pendant 29 ans. Sous son règne, le royaume israélite du nord est envahi par les troupes assyriennes et sa population est déportée. Le royaume de Juda accueille à cette époque de nombreux réfugiés israélites. Le royaume de Juda est ensuite attaqué par Sennachérib et subit d'importantes destructions. Ézéchias parvient à sauver Jérusalem mais le royaume perd une partie de son territoire. La Bible présente Ézéchias comme un roi pieux et lui attribue une réforme religieuse visant à centraliser le culte autour du Temple de Jérusalem. D'après le récit biblique, c'est un ange qui tua 185 000 Assyriens lors du siège de Jérusalem.

## Présentation
Présenté par la Bible comme un roi sage et pieux, Ézéchias suit dès son avènement les conseils des prophètes Esaïe et Michée, ses contemporains. Il fait prospérer le commerce et l'agriculture, fait fortifier Jérusalem, y fait acheminer l'eau potable, fait fructifier le trésor royal et fait orner le temple de Salomon. Sur le plan religieux, il renverse les idoles auxquelles son père rendait le culte et célèbre le Dieu d'Israël.
Certains spécialistes hésitent sur la date de son règne. Certains pensent qu'il aurait régné entre 727 et 698 av. J.-C. ; d'autres situent son règne entre 715/714 et 686 av. J.-C..

### Dans la Bible
Le récit du règne d'Ézéchias est raconté dans la Bible hébraïque dans le Deuxième Livre des Rois (18-20), le Livre d'Isaïe (36-39) et le deuxième Livre des Chroniques (29-32). Ces sources le décrivent comme un roi grand et bon, suivant l'exemple de son aïeul Ozias. Il introduisit des réformes politiques et religieuses dont la centralisation du culte au temple de Salomon par la destruction de divers lieux saints où l'on pouvait auparavant sacrifier localement (les « Hauts-lieux »). Les louanges envers ce roi ne manquent pas dans le livre des Rois. Le récit biblique raconte la guérison miraculeuse du roi Ézéchias, qui lui valut la visite de délégations nombreuses, dont celle du roi de Babylone Merodach-Baladan II ; cette dernière ambassade inspire à Isaïe une prophétie : toutes les richesses d'Ézéchias seront un jour emportées à Babylone.

### Politique extérieure
Ézéchias souhaite rompre avec la domination assyrienne, et ce malgré la désapprobation du prophète Isaïe et l'erreur déjà commise par le roi d'Israël contemporain Osée, conduisant à l’anéantissement de son royaume en -722.
Profitant de la mort de Sargon II avant la prise de pouvoir de son fils et successeur, Ézéchias demande à l'Égypte sinon le concours de son armée, du moins l'envoi de chevaux pour combattre l'envahisseur. Pour rompre avec les Assyriens, le roi Ézéchias cesse alors d'envoyer son tribut à Ninive.
La réaction assyrienne ne se fait pas attendre et Sennachérib, le successeur de Sargon II, envoie vers -701 ses troupes armées sur Juda et sur l'Égypte, dont l'accès est rendu facile en raison de la soumission des Araméens, des Phéniciens et des Israélites du nord. Les troupes de Koush se seraient alors alliées pour défendre Jérusalem. 

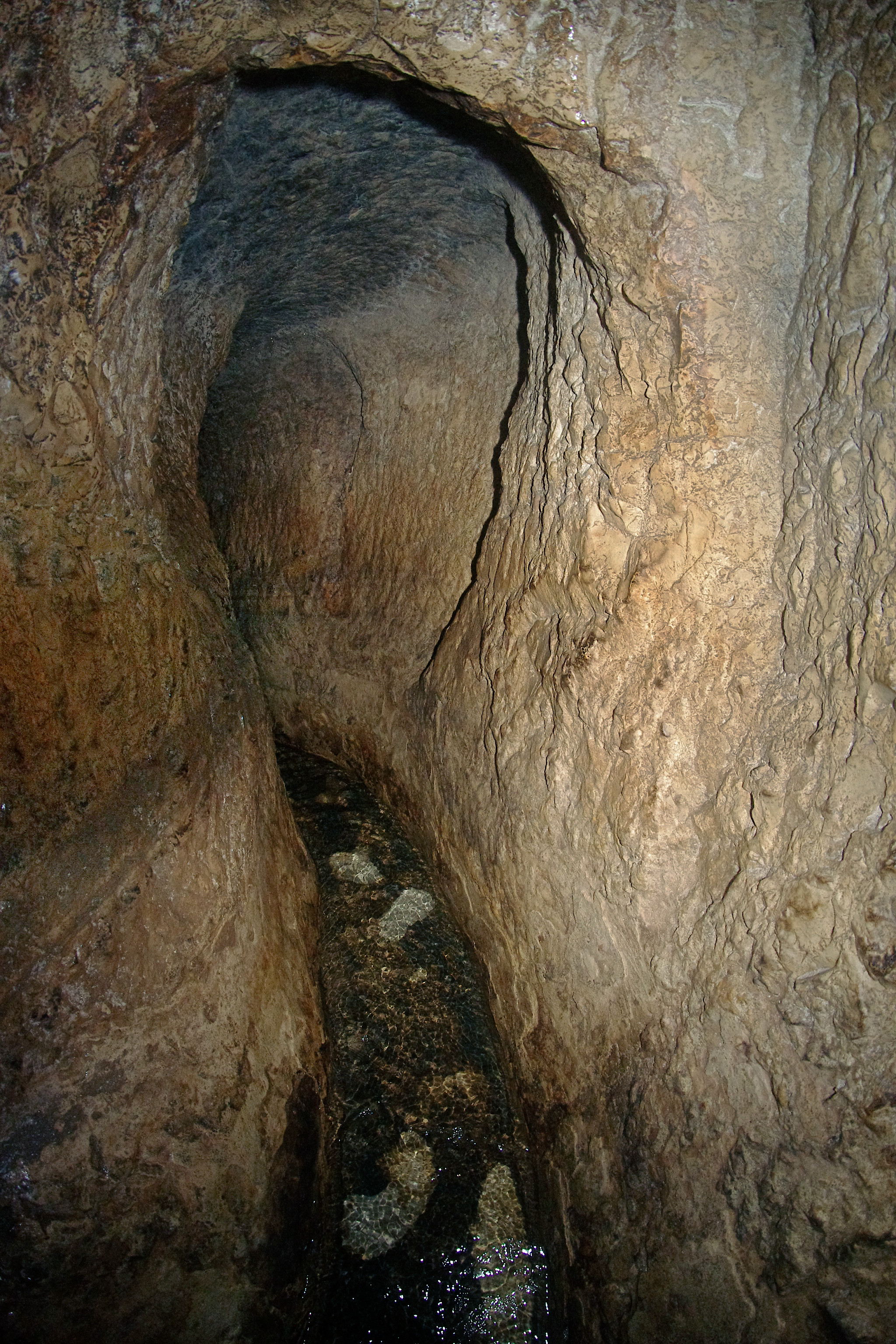
Le tunnel d'Ézéchias.

Pour se préparer à l'invasion punitive assyrienne, Ézéchias fait construire des fortifications, notamment sur l'Ophel, et un  tunnel, dit tunnel d'Ézéchias, de 533 mètres (que l'archéologie a retrouvé) pour permettre l'approvisionnement en eau depuis la source de Gihon à la cité de David en cas de siège. Après la prise de Lakhish, Sennachérib assiège Jérusalem. Ézéchias, voyant la détermination du roi d'Assyrie, aurait proposé alors de verser un important tribut, employant pour cela les richesses du Temple de Jérusalem.
Le long siège assyrien sur la ville aura probablement usé les troupes assyriennes et la promesse d'un tribut a pu rendre inutile une offensive plus décisive contre la ville et les alliés de Koush et d'Égypte. Le récit biblique raconte qu'à la veille de l'assaut assyrien contre Jérusalem, l'ange de Yahvé aurait tué 185 000 des assaillants (2 R 19,35-37). Hérodote précisa plus tard que les Assyriens auraient été victimes d'une épidémie.
Le royaume de Juda, bien qu'affaibli par Sennachérib (qui mourra assassiné par son fils 17 ans plus tard), réussira néanmoins à maintenir son autonomie jusqu'en -587.
La politique de résistance anti-assyrienne d'Ézéchias lui vaut des chants de louange de la part des rédacteurs bibliques. Ces rédacteurs ne font pas œuvre d'historien mais présentent une théologie de l'histoire orientée vers tout ce qui symbolise les promesses de l'Alliance qui unit le dieu d'Israël à son peuple. La politique d'Ézéchias se révèle en fait assez suicidaire car elle a mené à une occupation et une réduction drastique du territoire du petit royaume.

## Découvertes archéologiques
Le 2 décembre 2015, des archéologues israéliens, sous la direction d'Eilat Mazar, ont révélé la découverte cinq ans plus tôt d'un sceau en argile portant le nom du roi. L'objet, d'un diamètre d'un centimètre environ, porte une inscription en paléo-hébreu disant : « À Ézéchias, [fils de] Achaz, roi de Juda ». L'inscription est accompagnée de symboles égyptiens : un disque solaire ailé et une croix ânkh.

## Tradition juive

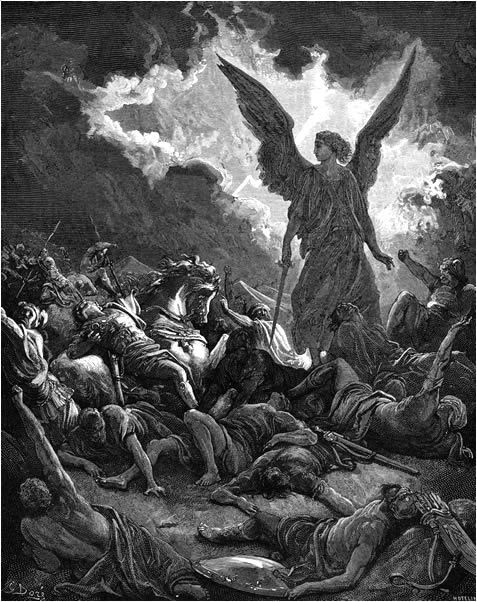
L'ange détruisant l'armée de Sennacherib devant Jérusalem, gravure sur bois de Gustave Doré.

Dans le Talmud (Sanhédrin 94a), il est enseigné qu'Ézéchias aurait pu devenir le roi choisi par Dieu comme Messie et que la guerre menée par Sennachérib aurait pu être l'ultime guerre décrite dans les prophéties bibliques comme celle de Gog et Magog, s'il avait fait un chant de louange à Dieu en signe de reconnaissance.

## Tradition chrétienne
Certains savants chrétiens l'assimilent à l'« Emmanuel » de l'Ancien Testament, mais la majorité des fidèles rejettent cette théorie[réf. souhaitée].